# Штитна жлезда
Штитна (Штитаста) или тироидна жлезда је жлезда са ендокриним лучењем, која се налази у вратном пределу и секретује хормоне тироксин и тиронин, који регулишу метаболизам свих осталих ткива. Ц ћелије штитасте жлезде секретују хормон калцитонин, чија је улога у регулацији концентрације калцијума у крви и има антагонистичко дејство паратхормону, кога луче параштитасте жлезде.

## Положај, односи и грађа
Штитаста жлезда (glandula thyreoidea) је највећа ендокрина жлезда, у зависности од аутора њен облик се описује као облик: штита, лептира, слова Н (латинице) или потковице. Налази се у увратном делу непосредно испод гркљана, а испред и са страна душника. Причвршћена је за тиреоидну хрскавицу гркљана и покреће се приликом гутања. Састоји се од два режња, левог (lobus sinister) и десног (lobus dexter), који су повезани сужењем-истмус лат. isthmus и налази се у висини 2. и 3. хрскавице душника). Понекад постоји и трећи, пирамидални режањ (лат. lobus pyramidalis) у средњем делу жлезде који је ембрионални заостатак.
Режњеви су облика тростране пирамиде или купе чији је врх усмерен навише тј. база наниже. А поред тога на њој можемо разликовати и три стране (предње-спољашњу, унутрашњу и задњу). Она је у блиским односима са органима и крвним судовима предњег дела врата. База је у висини пете или шесте хрскавице душника, а врх допире до средине плоче штитасте хрскавице гркљана одговарајуће стране. Предње-спољашња страна је у односу са: стернохиоидним, стернотироидним и делимично стерноклеидомастоидним мишићем. Док је унутрашња у односу са бочним деловима штитасте и прстенасте хрскавице гркљана. А задњом страном је у односу са заједничком каротидном артеријом као и са параштитним жлездама.
Она је меке и еластичне конзистенције, те се не може палпирати. У сваком режњу налази се доста режњића који настају као последица поделе режњева помоћу фиброзне чахуре којом је обмотана и која се пружа у дубину градећи фиброзне преградице, који су сачињени од фоликула, а они су основна функционална јединица штитне жлезде.
Фоликули су обложени базалном мембраном на којој се налази један ред коцкастих епителних ћелија, које секретују у унутрашњост фоликула супстанцу колоид. Колоид садржи гликопротеин велике молекуларне масе, тиреоглобулин. Разлагањем овог молекула настају хормони штитасте жлезде. Између коцкастих, епителних ћелија налазе се и Ц-ћелије (парафоликуларне ћелије), које секретују калцитонин.
Штитаста жлезда је једна од већих жлезда са унутрапшњим лучењем и њена маса је око 10-20 g.
Непосредно иза штитасте жлезде са обе стране пролази повратни гркљански живац (лат. n. laringeus recurrens), бочно лежи такође са обе стране заједничка каротидна артерија (лат. a. carotis comunis), унутрашња југуларна вена (лат. vena jugulsris interna) и живац вагус (лат. n. vagus). Испред је мишићни слој предње стране врата.

## Судови и живци
Сваки режањ штитасте жлезде снабдевају 2 пара артеија: горња (лат. a. thyroidea superior) и доња штитна артерија (лат. a. thyroidea inferior). Горња штитна артерија потиче из спољашње каротидне артерије (лат. a. carotis externa) као њена прва бочна грана, док доња штитна артерија потиче из поткључне артерије (лат. a. cubclavia dextra et sinistra) од вратноштитног стабла (truncus thyrocervicalis).
Вене штитне жлезде се уливају у горњу шупљу вену (лат. vena cava superior). Преко горњих и средњих штитних вена (v. thyreoidea superior et vv. thyreoideae mediae) се уливају у унутрашњу југуларну вену (лат. v. jugularis interna), док се преко доње штитне вене (лат. v. thyreoidea inferior) уливају у брахицефалично стабло (лат. truncus brachiocephalicus).
У односу на своју масу штитаста жлезда спада у најбоље прокрвљене органе у телу (око 1% минутног волумена срца или 160 ml/min/100g ткива).
Лимфни судови се уливају у предње медијастиналне и дубоке лимфне чворове врата.
Инервација потиче од вагуса (лат. n. vagus) и то преко његових бочних грана - горњег и повратног гркљанског живца (лат. n. laryngeus superior et n. laryngeus reccurens), а такође и од вратног дела симпатикуса.

## Ембрионални развој
Ткиво штитасте жлезде се за време ембрионалног развоја спушта од корена језика до своје крајње локације испред душника, штитасто-језичким каналим (лат. canalis tyreoglossus). Некада могу постојати остаци ткива штитасте жлезде у области корена језика или у каналу низ који се штитаста жлезда спушта.

## Хормони штитасте жлезде
Штитаста жледа ствара и секретује у крв хормоне: тироксин, тиронин и калцитонин.
- Тиронин (Т3) је активна форма хормона (око 5 пута је активнији од тироксина). Тиронин настаје из аминокиселине тирозин и садржи 3 атома јода. Полуживот овог хормона је кратак, око 1 дан. Штитаста жлазда га производи у мањој мери, а углавном настаје у периферији из тироксина, који под утицајем ензима дејодаза губи 1 атом јода, тако да настаје тиронин. Готово сав тиронин везан је за протеине: преалбумин, албумин и тироксин-везујући глобулин у крви, свега 0,4% овог хормона је слободно и само тај облик је активни хормон.
- Тироксин (Т4), такође настаје из аминокиселине тирозин, али поседује 4 атома јода. Штитаста жлезда у највећој мери секретује овај хормон. Време полуживота је око 6 дана, и налази се у крву још више везан за протеине: преалбумин, албумин, тироксин-везујући глобулин, него тиронин, слободно је свега 0,04%. Из њега дејодацијом настаје активни облик тиронин.

За стварање ова два хормона потребан је јод, који се уноси храном из спољашње средине. Недељна потреба за јодом је око 1 mg. У неким крајевима је концентрација јода у земљи и самим тим храни недовољна, па се кихуњска со јодира. Јод се апсорбује из црева и доспева у циркулацију. Ћелије фоликула штитасте жлезде поседују транспортни механизам (натријум-јод синтранспорт), којим се јод узима у коцкасте (епителне) ћелије ове жлезде и оксидира до елементарног јода уз помоћ ензима пероксидаза. У ћелијама фоликула у ендоплазматичном ретикулуму и голџијевом комплексу се из аминокиселине тирозин ствара тиреоглобулин, чији молекул садржи око 70 молекула тирозина. Затим се оксидирани јод уз помоћ ензима јодазе везује за тиреоглобулин. Овакав тироглобулин се депонује у средини фоликула у виду колоида. Из тироглобулина се касније у коцкастим ћелијама отцепљују мањи сегменти који се секретују у крв у виду тироксина и тиронина, такође и тиреоглобулин се секретује у мањој количини.
- Калцитонин је пептидни хормон који игра улогу у регулисању метаболизма калцијума. Он смањује концентрацију калцијума у крви тако што подстиче његову уградњу у кости у виду калцијумфосфата.

## Улога хормона штитасте жлезде и њихова регулација
Производња и секреција тироксина и тиронина леже под контролом тирео стимулишућег хормона (ТСХ) хипофизе. ТСХ стимулише синтезу и ослобађање ових хормона, али и он стоји под контролом тиреотропина (ТРХ), хормона хипоталамуса, који стимулише лучење ТСХ. Тироксин и тиронин механизмом негативне повратне спреге смањују лучење ТРХ и ТСХ и на тај начин се прекида даља синтеза хормона штитасте жлезде. Када им концентрација у крви опадне, одблокира се лучење ТРХ и ТСХ и тако омогућава производња тироксина и тиронина. Такође и ТСХ делује механизмом негативне повратне спреге на хипоталамус (ТРХ).
Тироксин и тиронин везују рецепторе у једру ћелије што доводи до интензивне транскрипције великог броја гена структурних и транспортних протеина. Промене се остварују на нивоу читавог организма. Ови хормони доводе до:
- повећања базалног метаболизма услед чега је потрошња енергије повећана, синтеза протеина и раст младих особа се такође убрзавају,
- повећава се и активност ендокриних жлезда, секреција инсулина, глукокортикоида...
- Повећава се број и величина митохондрија у већини ћелија у телу. То је директно повезано са повећањем активности и потрошњом енергије, јер митохондрије стварају АТП.
- Повећава се активност натријумско-калијумске пумпе.
- Подстиче се раст и развијање мозга у феталном периоду и током првих неколико година живота. Недостатак тироксина у овом периоду може изазвати менталну заосталост (кретенизам).
- Повећава се разградња глукозе-гликолиза, али и њено стварање-глуконеогенеза,
- разграђују се масти из масног ткива и повећава количина слободних масних киселина у крви,
- У срцу долази до повећања његовог рада (минутни волумен срца се повећава), повећава се фреквенца и снага срца.
- Повећана секреција ових хормона може довести до нервозе и других психичких поремећаја.
- Умерена концентрација тироидних хормона повећава снагу мишићне контракције, а повишена концентрација ових хормона доводи на мишићима до појаве тремора (подрхтавања) и слабљења мишића.
- За нормалну сексуалну функцију потребни су такође ови хормони.

## Поремећаји функције штитне жлезде
Струма означава повећање штитне жлезде. Ово повећање жлезде може бити праћено њеном смањеном, нормалном и повећаном функцијом. Повећање функције се зове хипертироидизам, а смањење хипотироидизам. И један и други поремећај може бити: примаран (ако је поремећај на нивоу штитне жлезде), секундаран (ако је поремећај на нивоу хипофизе) и терцијаран (ако је поремећај на нивоу хипоталамуса). Обољења штитне жлезде се најчешће јављају код жена.

### Хипотироидизам
- Хашимотов тиреоидитис
- Де Кварвејнов тироидитис
- Тиреоидитис (запаљење штитне жлезде)
- јатрогени (после операције) хипотироидизам
- Хипотироидизам изазван разним медикаментима
- Ендемски кретенизам

### Хипертироидизам
- Базедовљева болест
- Тироидитис (у почетној фази)
- Аденом штитне жлезде
- Карцином штитне жлезде
- Тиреотоксична криза

### Струма
- Дифузна и нодуларна струма